# Wydawnictwo Uniwersytetu Jagiellońskiego
Wydawnictwo Uniwersytetu Jagiellońskiego (WUJ) – wydawnictwo Uniwersytetu Jagiellońskiego – najstarszej uczelni w Polsce.

## Profil wydawnictwa
Wydawnictwo publikuje około 300 tytułów rocznie. Specjalizuje się w wydawaniu monografii naukowych i podręczników akademickich. Wydaje również ponad 40 czasopism naukowych.
Profil wydawnictwa wykracza poza ramy oficyn uniwersyteckich – publikuje także książki popularnonaukowe i popularyzatorskie, wydawane m.in. w serii Mundus.

### Serie wydawnicze
Jest wydawcą wielu prestiżowych serii naukowych prezentujących oryginalne prace autorów polskich (m.in. Anthropos, Barwy Rusi, Biblioteka Terminusa, Chińskie Drogi, Dialogikon, Dziennikarstwo i Komunikacja Społeczna, Film i Media Audiowizualne, Fontes Iuris Polonici, Gender Studies ISUJ, Hermeneia, Język i Metoda, Komparatystyka Polska, Krakauer Studien zur germanistischen Literatur- und Kulturwissenschaft, Krakowskie Spotkania Rusycystyczne, Literatura, Język i Kultura Japonii, MOMENTUM, Monografie Wydziału Prawa i Administracji UJ, Prace Amerykanistyczne, Rosyjska Literatura Emigracyjna, Studia nad Rozwojem, Studia Ruthenica Cracoviensia, Studien zum polnisch-deutschen Sprachvergleich, Varia Culturalia, Zarządzanie w Sektorze Publicznym, Z Dziejów Prawa, Żywioły Wyobraźni, Źródła Humanistyki Europejskiej/Iuvenilia Philologorum Cracoviensium) oraz przekłady kluczowych światowych publikacji naukowych i popularnonaukowych (Mudus, Cultura, Ex Oriente, Historiai, Psychiatria i Psychoterapia, Media, Politika, Mysterion).

### Dystrybucja publikacji
Dzięki rozbudowanej dystrybucji międzynarodowej opartej na współpracy z prestiżowymi światowymi wydawnictwami uniwersyteckimi WUJ prowadzi  dystrybucję publikacji obcojęzycznych polskich autorów na całym świecie, zarówno pojedynczych tytułów, jak i całych serii (m.in. serie Jagiellonian Studies in History, ELECTRUM. Studies in Ancient History, Byzantina et Slavica Cracoviensia).
Oficyna specjalizuje się również w wydawaniu wersji elektronicznych monografii i czasopism naukowych w Polsce i za granicą. Jest właścicielem Portalu Czasopism Naukowych, gromadzącego wersje elektroniczne recenzowanych czasopism naukowych.